# Ulli Melkus
Ulrich „Ulli” Melkus (ur. 19 kwietnia 1950 w Dreźnie, zm. 18 czerwca 1990 w Spirze) – wschodnioniemiecki kierowca wyścigowy.

## Życiorys
Był synem kierowcy i konstruktora, Heinza. Po ukończeniu studiów inżynierskich pracował w firmie ojca, projektując takie pojazdy jak Melkus PT 73 Spyder czy MT 77. Ściganie się rozpoczął w 1968 roku we Wschodnioniemieckiej Formule 3 w klasie drugiej (Leistungsklasse 2). Rok później zadebiutował w klasie pierwszej. Po likwidacji Wschodnioniemieckiej Formuły 3 uczestniczył w Wyścigowych Mistrzostwach NRD. Został mistrzem tej serii w latach 1976, 1980 oraz 1983–1985. Był również pięciokrotnym laureatem Pucharu Pokoju i Przyjaźni.
W 1984 roku otrzymał najwyższe wschodnioniemieckie odznaczenie sportowe, tytuł „Meister des Sports”. Ogółem uczestniczył w ponad 180 wyścigach. Udział w wyścigach samochodowych brali również jego brat Peter, bratanek Sepp oraz syn Ronny. Zginął w wypadku samochodowym w 1990 roku.

## Wyniki we Wschodnioniemieckiej Formule 3
| Legenda oznaczeń w tabelach wyników Wyświetl szablon na nowej stronie | Legenda oznaczeń w tabelach wyników Wyświetl szablon na nowej stronie                                                                     |
| Oznaczenie                                                            | Wyjaśnienie |
| --------------------------------------------------------------------- | --- |
| Złoty                                                                 | Zwycięzca lub mistrzostwo |
| Srebrny                                                               | 2. miejsce lub wicemistrzostwo |
| Brązowy                                                               | 3. miejsce lub II wicemistrzostwo |
| Zielony                                                               | Ukończył, punktował (w klasyfikacji generalnej, gdy zdobył co najmniej jeden punkt na przestrzeni sezonu, poza trzema powyższymi opcjami) |
| Niebieski                                                             | Ukończył, nie punktował (w klasyfikacji generalnej, gdy nie zdobył co najmniej jednego punktu na przestrzeni sezonu)                      |
| Czerwony                                                              | Nie zakwalifikował się (NZ) |
| Czerwony                                                              | Nie prekwalifikował się (NPK) |
| Różowy                                                                | Nie ukończył (NU) |
| Różowy                                                                | Niesklasyfikowany (NS) (w klasyfikacji generalnej, gdy nie został sklasyfikowany w żadnym wyścigu sezonu)                                 |
| Czarny                                                                | Zdyskwalifikowany (DK) |
| Czarny                                                                | Wykluczony (WYK/EX) |
| Biały                                                                 | Nie wystartował (NW) |
| Biały                                                                 | Kontuzjowany (K/INJ) |
| Biały                                                                 | Wyścig odwołany (OD/C) |
| Bez koloru                                                            | Został wycofany (WYC/WD) |
| Bez koloru                                                            | Nie przybył (NP/DNA) |
| Bez koloru                                                            | Nie brał udziału w treningach (NT/DNP) |
| Bez koloru                                                            | Nie został zgłoszony (–) |
| Pogrubienie                                                           | Start z pole position |
| Kursywa                                                               | Najszybsze okrążenie wyścigu |
| †                                                                     | Nie ukończył, ale jego rezultat został zaliczony ze względu na przejechanie więcej niż 90% dystansu wyścigu.                              |
| *                                                                     | Sezon w trakcie |
| 1/2/3                                                                 | Punktowana pozycja w sprincie kwalifikacyjnym                                                                                             |
| Lista systemów punktacji Formuły 1                                    | |

| Rok  | Zespół          | Samochód  | Silnik   | Wyniki w poszczególnych eliminacjach | Wyniki w poszczególnych eliminacjach | Wyniki w poszczególnych eliminacjach | Wyniki w poszczególnych eliminacjach | Wyniki w poszczególnych eliminacjach | Pkt. | Msc. |
| ---- | --------------- | --------- | -------- | ------------------------------------ | ------------------------------------ | ------------------------------------ | ------------------------------------ | ------------------------------------ | ---- | ---- |
| 1969 |                 |           |          |                                      |                                      |                                      |                                      |                                      | 18   | 2    |
| 1969 | MC Post Dresden | Melkus 64 | Wartburg | 5                                    | 2                                    | 5                                    | 2                                    |                                      | 18   | 2    |
| 1970 |                 |           |          |                                      |                                      |                                      |                                      |                                      | 22   | 2    |
| 1970 | MC Post Dresden | Melkus 64 | Wartburg | 2                                    | -                                    | 3                                    | 7                                    | 3                                    | 22   | 2    |
| 1971 |                 |           |          |                                      |                                      |                                      |                                      |                                      | 11   | 4    |
| 1971 | MC Post Dresden | Melkus 64 | Wartburg | 7                                    | 4                                    | 3                                    | 10                                   | 4                                    | 11   | 4    |